# ウリヤノフスク級原子力空母
ウリヤノフスク級原子力空母（ウリヤノフスクげんしりょくくうぼ）は、ソビエト連邦海軍（旧ソ連海軍）が開発・建造していた原子力空母の艦級。旧ソ連海軍での正式名は 1143.7型重航空巡洋艦（ロシア語: Тяжёлые авианесу́щие крейсера́ прое́кта 1143.7）、計画名は「オリョール」（露: «Орёл»）。
ソビエト連邦の崩壊後、建造途上の状態でウクライナの所有物となったが、完成せずに解体された。本型は、完成していればSu-33やMiG-29K艦上戦闘機、Yak-44E艦上早期警戒機など70機以上を搭載する、満載排水量7万9,758tというソ連最大の航空母艦になるはずであった。「ウリヤノフスク」は実際に起工されながら未完成に終わった、いわゆる「未成艦」の中では、現在までの所、世界最大の軍艦である。（「計画のみ」であれば、より大型の艦も存在する。）

## 概要
ウリヤノフスクは、 1143.5型・1143.6型重航空巡洋艦（いわゆる「アドミラル・クズネツォフ」級）2隻に続く全通飛行甲板を有する航空機搭載艦として計画された。
基本的には、設計番号からも類推されるように 1143.5型の拡大型で、同型をサイズアップしたような外見となっており、艦首のスキージャンプ台も踏襲されている。兵装もそれとほぼ同一であり、飛行甲板前部に埋め込まれた艦対艦ミサイルのVLSもそのまま受け継がれた。
一方で本型では、アングルド・デッキに蒸気カタパルト 2基が搭載される事になり、機関も原子力になった。

### 経緯
ソ連は、1143型重航空巡洋艦（キエフ級）に続く航空機搭載艦として、当初は、蒸気カタパルトを備えた8万トン級の大型原子力空母を建造する計画であり、蒸気カタパルトの開発も進められていたが、ソビエト連邦国防省やソビエト連邦共産党中央委員会が「本格的原子力空母」の建造に消極的であったため、計画はトーンダウンし、スキージャンプ台を備えた通常動力の「アドミラル・クズネツォフ」が建造されることになった。中でも「蒸気カタパルトを備えた原子力空母」建造反対の急先鋒が、当時のソ連国防相ドミトリー・ウスチーノフ元帥だった。だが1984年に彼は死去し、「本格的原子力空母」の建造を阻む者はいなくなったため、ようやくソ連も蒸気カタパルト付きの原子力空母を建造できるようになったと言える。その意味で本型は、「クズネツォフ」とその過程で幾度も計画されては消えていった7～8万トン級原子力空母を足して2で割ったような艦とも言える。
全4隻が建造される予定であり、1988年に1番艦「ウリヤノフスク」が起工され、就役は1996年頃を予定していた。ソ連が消滅した1991年12月には、既に中央政府からの資金供給は途絶えていたが、それでも「ウリヤノフスク」および 1143.6型「ワリャーグ」を建造していたウクライナの黒海造船工場（第444造船工場）は、この 2隻の建造を続行した（当時、同造船所の所長がインタビューに対し「中央政府からの資金供給はストップしたが、『ヴァリャーグ』および『ウリヤノフスク』の建造は続行している」と話している）。しかし、それも長くは続かず、1992年2月、「ヴァリャーグ」と共に工事は中断された。この時点では、船体の下半分が出来上がったところであった。その後、工事が再開される事はなくスクラップとなった。

## 航空機

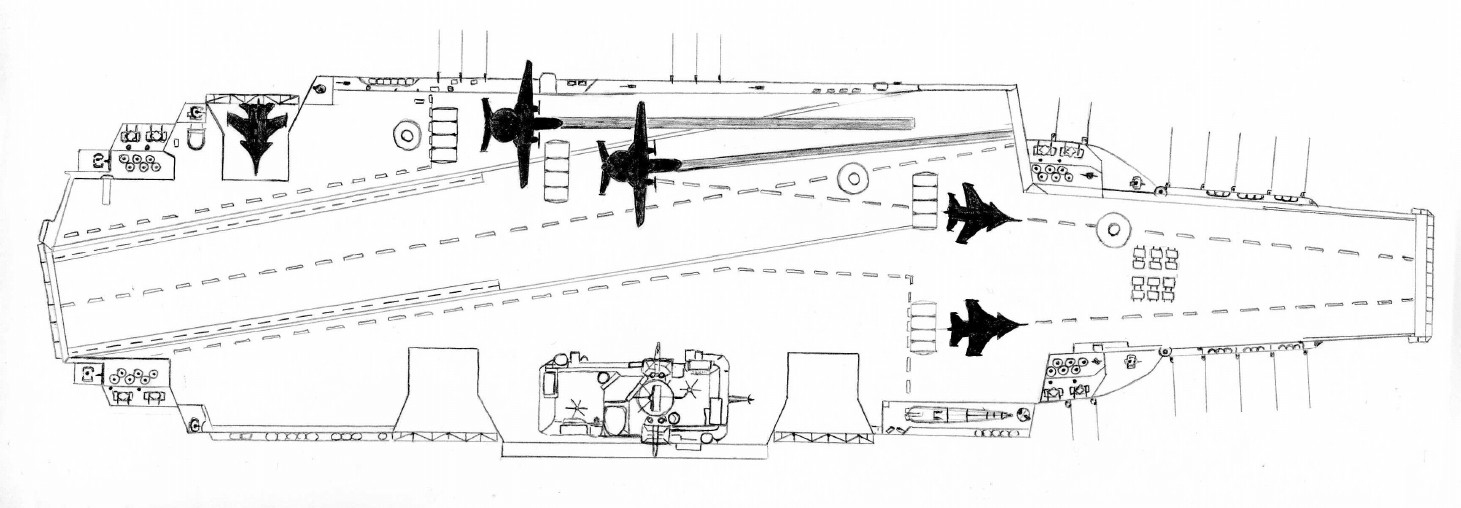
デッキに待機するYak-44EとSu-33の予想図

- Su-33あるいはMiG-29K戦闘機 44機[1]
- Yak-44早期警戒機 4機[1]
- Ka-27PL対潜ヘリコプター 16機[1]
- Ka-27PS水難救助ヘリコプター 2機[1]

## 中国による設計図の入手
世界の艦船2011年8月号によれば、中華人民共和国は「ウリヤノフスク」級原子力空母の設計図をロシアから入手しているとされる。
Aviation Week (2011年1月)は、中華人民共和国がウリヤノフスク級の設計を元に、2020年以降、6万トン以上の原子力空母を2隻建造すると推測している。

## 同型艦
1143.7型(起工順)
| # | 工場番号 | 艦番号 | 名称           | 造船所       | 起工       | 備考                   |
| - | -------- | ------ | -------------- | ------------ | ---------- | ---------------------- |
| 1 | S-107    | -      | ウリヤノフスク | 黒海造船工場 | 1988/11/25 | 1992/02/工事中止、解体 |
| 2 | S-108    | -      | -              | -            | -          | 工事中止、解体         |